# 샤프 위자드

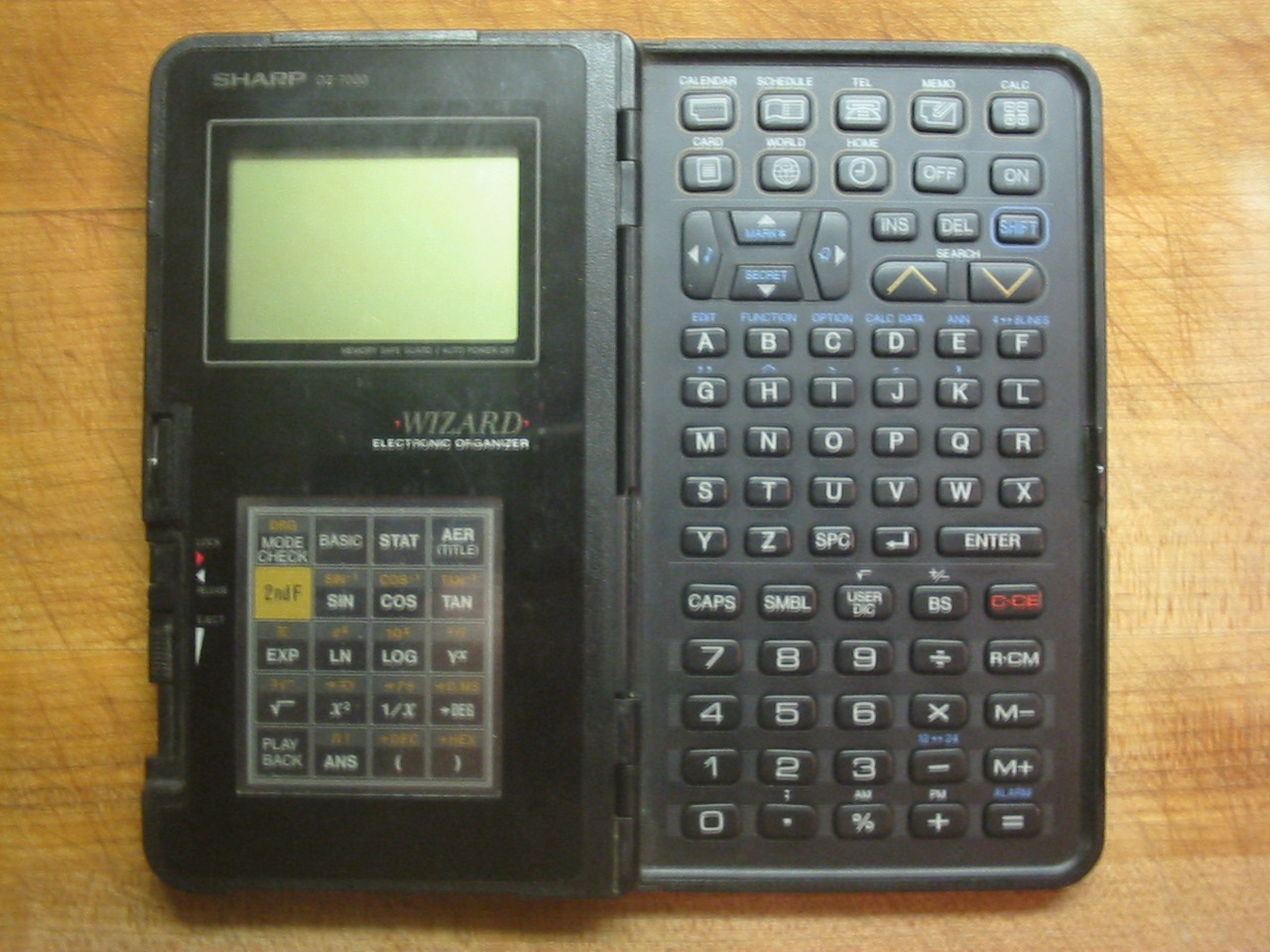
확장 카드가 설치된 OZ-7000의 문을 연 모습

샤프 위자드(Sharp Wizard)는 샤프가 출시한 전자수첩 시리즈이다. 최초 모델은 1989년에 출시된 OZ-7000였으며 이는 최초로 판매된 전자수접 가운데 하나였다. OZ-7000라는 이름은 미국 시장용 모델인 반면, 유럽용 장치의 모델은 IQ-7000이다.
OZ-7000은 닫았을 때에는 약 6.3인치(163mm) 높이에 3.7인치(94mm)의 너비를, 열었을 때에는 7.25인치(184mm) 두께를, 닫았을 때는 0.85인치(21.5mm) 두께를 보인며 이는 현재의 PDA보다 훨씬 큰 것이다. 윈도우 PC나 매킨토시, 또 다른 OZ-7xxx/OZ-8xxx 장치, 선택적 감열식 프린터 포트, 카세트 테이프 백업 장치에 연결할 수 있는 직렬 포트(사유 단자)를 갖추었다. OZ-7000/IQ-7000 모델은 32 킬로바이트의 내장 메모리, 96 x 64 도트(8줄 x 16자 또는 4줄 x 12자) 흑백 LCD(콘트라스트 조정 가능)를 갖추었으나 백라이트는 갖추고 있지 않다. 이 모델에서 주로 광고된 기능은 샤프가 개발한 액세서리 카드용 IC 카드 확장 슬롯이었다.